# چاه ارتش
چاه ارتش یک منطقهٔ مسکونی در ایران است که در دهستان جرقویه سفلی واقع شده‌است.